# Île de la Dérivation (Saint-Ouen-l'Aumône)
Pour les articles homonymes, voir Île de la Dérivation (homonymie).
L'île de la Dérivation est une île de l'Oise faisant partie du territoire de la commune de Saint-Ouen-l'Aumône (Val-d'Oise). 

## Description
Elle s'étend sur environ 600 m de longueur pour une largeur de moins de 35 m. Elle est traversée par l'autoroute A15

## Histoire
En 2013 le cadavre d'un homme de 67 ans y est retrouvé. 